# Ludwig Cauer (Bildhauer)

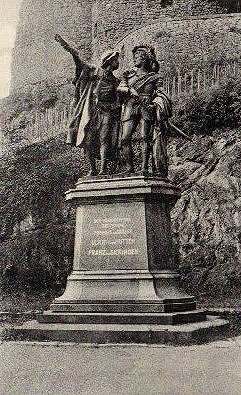
Das Hutten-Sickingen-Denkmal um 1900

Ludwig Cauer (* 28. Mai 1866 in Kreuznach; † 27. Dezember 1947 ebenda) war ein deutscher Bildhauer.

## Leben
Ludwig Cauer wurde als Sohn von Helene und Karl Cauer am 28. Mai 1866 in Kreuznach in die Bildhauerfamilie Cauer hineingeboren, die sein Großvater Emil Cauer der Ältere begründete. Nach dessen Tod 1867 führten seine beiden Söhne, Karl und Robert der Ältere das Cauersche Atelier fort. Die dritte Generation, zu der neben Ludwig Cauer auch seine Brüder Emil d. J., Robert d. J. und Hugo gehörten, erhielt ebenfalls dort ihre erste Ausbildung. Zu Studienzwecken nahm der Vater den 15-jährigen Ludwig 1881 mit nach Rom. Nach dem Tod des Vaters 1885 arbeitete er 1886–1888 in Berlin in den Werkstätten von Albert Wolff und Reinhold Begas und legte in dieser Zeit 1887 das Examen als Kunsthandwerker in Koblenz ab. Gemeinsam mit seinen Brüdern führte er das vom Vater entworfene Hutten-Sickingen-Denkmal unterhalb der Burg Ebernburg in Bad Münster am Stein aus, das 1889 enthüllt werden konnte. Danach absolvierte er den einjährigen Militärdienst.
Nach zwei Jahren in London 1891 bis 1893 und einem kurzen Aufenthalt in Bad Kreuznach lebte er von 1895 bis 1905 in Berlin. Diese Jahre waren geprägt von der Zusammenarbeit mit Reinhold Begas und von der Monumentalplastik. So entstanden 1897 seine Beiträge zum Kaiser-Wilhelm-Nationaldenkmal des ersten deutschen Kaisers Wilhelm I. gegenüber dem Eosanderportal an der Westseite des Berliner Stadtschlosses, zwischen 1897 und 1901 mehrere Statuen für die Berliner Siegesallee und 1901 eine Tritonen- und eine Najadengruppe für die Brunnenanlagen beim Bismarck-Nationaldenkmal vor dem Reichstagsgebäude. Den Wettbewerb zum Bismarckdenkmal hatte er 1896 zusammen mit dem Bruder Emil gewonnen, ausgeführt wurde jedoch ein Entwurf von Reinhold Begas.
Ab 1900 wandte er sich einer schlichteren Formensprache zu. 1900 erhielt er auf der Großen Berliner Kunstausstellung eine kleine Goldmedaille. Einem Aufenthalt in Paris 1909 folgte 1912 ein Aufenthalt in der Villa Romana des Deutschen Künstlerbundes in Florenz. 1916 wurde er zum Professor und Mitglied der Berliner Akademie ernannt. Ludwig Cauer zog sich ab 1918 nach Bad Kreuznach zurück, beschäftigte sich vor allem mit Grabmalkunst und engagierte sich ab 1921 im Künstlerbund Westmark. 
Cauer stand 1944 in der Gottbegnadeten-Liste des Reichsministeriums für Volksaufklärung und Propaganda.
Ludwig Cauer starb am 27. Dezember 1947 in Bad Kreuznach.

## Werke

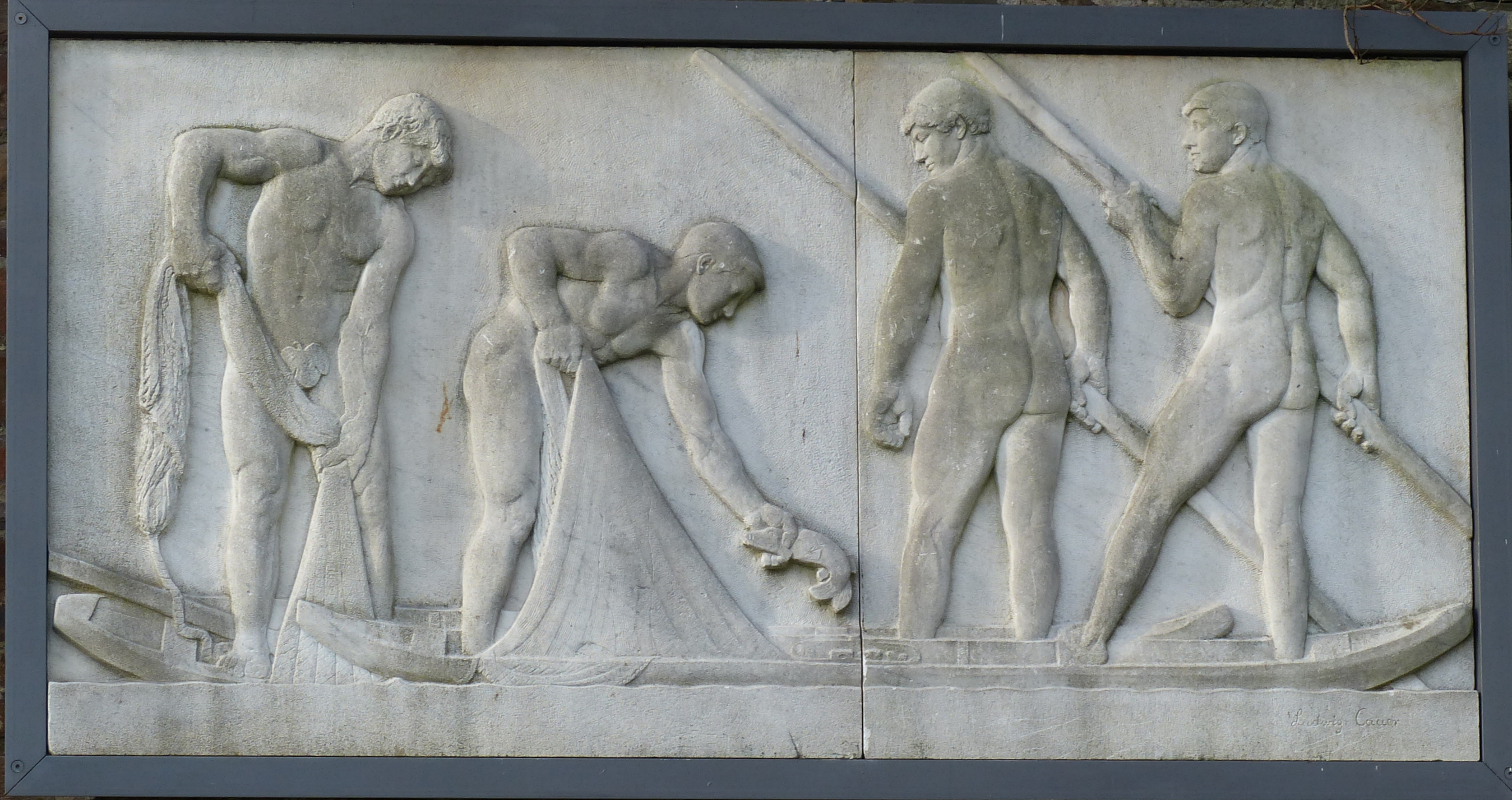
Fischerrelief in den Rheinanlagen in Koblenz, 1915

- 1890–1892: Bronzegruppe Der Durst in Bad Kreuznach
- 1894: Sandsteinstatue (2,32 m hoch) von Konrad I. auf dem Bodensteiner Lei bei Villmar
- 1897: Mitarbeit am National-Denkmal für Kaiser Wilhelm I. vor dem Berliner Schloss
- 1897–1900: Gruppe Kaiser Karl IV. in der Siegesallee im Berliner Tiergarten, seit Mai 2009 in der Zitadelle Spandau, Replik als Denkmal für Kaiser Karl IV. in Tangermünde
- 1901: Tritonen- und Najadengruppe bei den Bassins links und rechts des Bismarck-Nationaldenkmals auf dem Platz der Republik in Berlin
Bei der Umsetzung des Denkmals 1938 an den heutigen Standort am Großen Stern wurden die Nebengruppen entfernt und sind verschollen.
- 1902: Junger Telemachos, sein Schwert gürtend
Zentrale Statue in einer Brunnenanlage auf dem Rathausplatz in Saarbrücken
1936 demontiert galt sie zunächst als verschollen. Nach dem Zweiten Weltkrieg wurde sie wiederentdeckt, danach vorübergehend im Schlossgarten aufgestellt. 1976 erfolgte die Translozierung in eine am Fuße der Trillertreppe in der Vorstadtstraße errichteten Nischenwand.[2]
- 1915: Fischerrelief in den Rheinanlagen in Koblenz
- 1925: Jüngling im Kampf mit dem Eber auf dem Platz am Wilden Eber in Berlin-Schmargendorf.[3]
- 1930–1940: Figuren der salischen Kaiser Konrad II. mit seiner Gemahlin Gisela, Heinrich III. und Nebenfiguren, Heinrich IV., Heinrich V. und Nebenfigur (aus Muschelkalkstein) im Dompark in Speyer